# Малиакос
Малиако́с, Малийский залив (греч. Μαλιακός κόλπος) — залив в Греции. Находится в восточной части Центральной Греции, между Фтиотидой и Локридой. Образовался в результате тектонического опускания земной коры, которое сформировало заливы Вориос-Эввоикос и Нотиос-Эввоикос. Берега залива низкие и болотистые. На северном побережье находится малый город Стилис. Залив Малиакос постоянно пополняется отложениями реки Сперхиос, поэтому глубина и площадь залива постоянно уменьшаются. Название получил от фессалийского племени малиев, древних жителей Малиды (Μαλίδα).

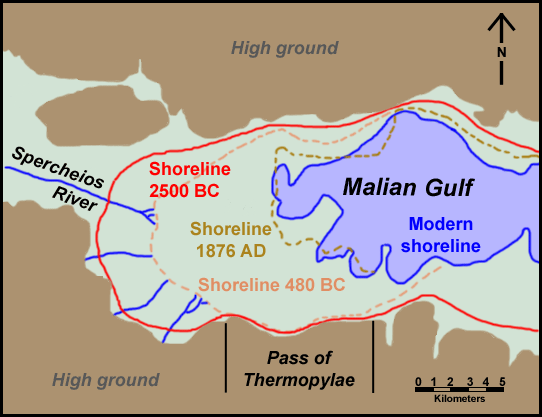
Изображение древней и современной береговой линии залива Малиакос

По побережью залива проходит автострада 1 Пирей — Афины — Салоники — Эвзони.